# Reaganomika

Ronald Reagan ukazuje plán snížení daní v roce 1981

Reaganomika neboli reaganismus je označení pro ekonomickou a sociální politiku amerického prezidenta Ronaldem Reaganem po jeho zvolení v roce 1981. Z ekonomických principů Ronalda Reagana a reaganomiky čerpá neoliberalismus.

## Východiska
Reaganovy ekonomické pohledy jsou charakteristické myšlenkami ekonomického liberalismu, fiskálního konzervatismu, zdůrazňováním role tržní ekonomiky a prosazováním principů laissez faire a trickle-down economics. Reagan zavedl změny a programy zaměřené na nabídkovou stranu ekonomiky a chtěl stimulovat ekonomiku velkými daňovými škrty. Zaměřil se na snahu omezit růst výdajů, snížit míru regulace a zavést měnovou politiku, která by měla snížit inflaci.
Snahou o snížení výdajů státního rozpočtu (zejména v sociální oblasti), ale současně posílením výdajů na obranu a zároveň i snižováním daní se Reaganův přístup diametrálně lišil od přístupu jeho předchůdců. Ekonomická politika, přezdívaná „reaganomika“, se stala předmětem debat, přičemž její stoupenci poukazovali na zlepšení klíčových ekonomických ukazatelů, kritici naopak poukazovali na zvětšující se ekonomickou nerovnost mezi americkým obyvatelstvem, nárůst bezdomovectví v důsledku škrtů v sociálních programech a zvyšující se schodek státního rozpočtu, v rámci něhož vzrostl americký státní dluh z 997 miliard na 2,8 bilionu dolarů během Reaganova osmiletého prezidentství. Jeho politika „mír silou“ (peace through strength) vyústila v rekordní investice do obrany v období míru, když se v letech 1981 až 1985 výdaje na obranu zvýšily o 40 %.

## Výsledky a hodnocení
Když se v roce 1981 ujal úřadu, byla inflace 11,83% a nezaměstnanost 7,1%. Během Reaganova prezidentství došlo ke značnému snížení daní z příjmu, například v nejvyšší příjmové skupině došlo k poklesu ze 70 % na 28 % během sedmi let, avšak celková suma vybraných peněz na daních z příjmů se zvýšila o 54 % (28 % při započítání inflace). HDP se po propadu v roce 1982 zotavil a rostl za rok průměrně o 3,4 %, což je však méně než poválečný průměr 3,6 %. Nezaměstnanost dosáhla vrcholu v roce 1982 hodnotou 9,2 % a poté po celou dobu Reaganova prezidentství klesala, přičemž počet zaměstnaných se zvýšil o 16 milionů a také inflace výrazně poklesla.
Reagan jmenoval Paula Volckera šéfem Fedu a v roce 1987 jej ve funkci nahradil Alan Greenspan. Někteří ekonomové, například Milton Friedman a Robert A. Mundell tvrdili, že Reaganova daňová politika posílila americkou ekonomiku a přispěla k ekonomickému boomu 90. let. Jiní ekonomové, například Robert Solow, naopak tvrdí, že rozpočtové schodky byly hlavním důvodem, proč byl Reaganův nástupce George H. W. Bush nucen nedodržet své volební sliby a zvýšit daně.